# Zulassungsausschuss
Im Vertragsarztrecht des SGB V hat der Zulassungsausschuss Entscheidungen über die Zulassung von Vertragsärzten bzw. Vertragspsychotherapeuten oder über die Ermächtigung von (Krankenhaus-)Ärzten bzw. Institutionen zu treffen, ebenso Entscheidungen über die Entziehung der Zulassung oder über den Widerruf der Ermächtigung. Zahnärzte haben einen eigenen Zulassungsausschuss für die Zulassung als Vertragszahnarzt.
Gegen Entscheidungen des Zulassungsausschusses ist Widerspruch zum Berufungsausschuss möglich. Widerspruchsberechtigt sind der am Verfahren beteiligte Arzt, bzw. Zahnarzt, die Kassenärztliche Vereinigung und die Landesverbände der Krankenkassen. Anschließend steht der Rechtsweg zu den Sozialgerichten offen.
Der Zulassungsausschuss Ärzte ist nach § 96 SGB V paritätisch mit je drei Vertretern der Ärzte und der Kassen besetzt, der Vorsitz wechselt.
In Angelegenheiten der psychologischen Psychotherapeuten und der überwiegend psychotherapeutisch tätigen Ärzte tagt der Zulassungsausschuss in erweiterter Besetzung mit drei Ärzten, zwei psychologischen Psychotherapeuten, einem Kinder- und Jugendlichentherapeuten und sechs Vertretern der Krankenkassen.
Im zahnärztlichen Bereich ist ein eigener Zulassungsausschuss mit drei Zahnärzten und drei Kassenvertretern besetzt.
Der Zulassungsausschuss ist bei seinen Entscheidungen an die Vorgaben der Zulassungsverordnung Ärzte (ZV-Ärzte) bzw. Zulassungsverordnung Zahnärzte (ZV-Zahnärzte) gebunden. Er hat beispielsweise die Bedarfsplanung und die Regelungen für unter- und überversorgte Regionen zu beachten. Planungsbereiche sind danach die Landkreise und die kreisfreien Städte. Je nach Besiedlungsdichte gibt die Zulassungsverordnung Messzahlen an, wie hoch der Bedarf an Ärzten einer bestimmten Fachgruppe gemessen an der Zahl der Wohnbevölkerung ist. Bei einem Versorgungsgrad von 110 % wird ein Planungsbereich gesperrt, so dass Neuniederlassungen von Ärzten dieser Fachgruppe dort nicht mehr möglich sind. Mehrere Planungsbereiche werden in einem Zulassungsbezirk zusammengefasst. Jede Kassenärztliche Vereinigung besteht aus einem oder mehreren Zulassungsbezirken.
Im zahnärztlichen Bereich wurde zum 1. April 2007 mit Inkrafttreten des GKV-Wettbewerbsstärkungsgesetzes (GKV-WSG) die Zulassungsbeschränkung abgeschafft.

## Rechtsstellung
Zulassungs- und Berufungsausschüsse sind als Gremien der gemeinsamen Selbstverwaltung von Ärzten und Krankenkassen rechtlich und organisatorisch verselbständigt, also nicht den KVen als Rechtsträger zugeordnet. Sie sind Behörden im Sinne des § 1 SGB X und „beteiligungsfähig“ im Verwaltungsverfahren gemäß § 10 Nr. 3 SGB X. Kassen(zahn)ärztliche Vereinigungen sind nach § 77 Abs. 5 SGB V demgegenüber Körperschaften des öffentlichen Rechts (K.d.ö.R.).